# 関西保育福祉専門学校
関西保育福祉専門学校（かんさいほいくふくしせんもんがっこう）は兵庫県尼崎市に所在する専修学校。

## 概要
1953年6月に尼崎幼稚園教員養成所を設置。1976年4月に関西女学院保育専門学校になる。1981年4月に関西保育専門学校に改称。1989年4月に関西保育福祉専門学校に改称。
2年制の保育科が設置される。
兵庫県の専門学校では唯一幼稚園教諭と保育士の資格を取得できる。
2022年度より介護福祉科を募集停止。1988年の開設以来1600人を超える卒業生を送り出した。